# Asti (vin)
 For alternative betydninger, se Asti. (Se også artikler, som begynder med Asti)
Asti er dels vindistriktet Asti, dels Asti spumante ("sprudlende Asti"), en mousserende vin fra provinsen Asti i Italien.
Vinen er sød, mousserende og har lavt alkoholindhold, gerne under 8% og produceret på muscatdruen. Lagret Asti af muscatdruer alene kaldes Moscato d'Asti. Vinen egner sig udmærket til friske jordbær.
 Der er for få eller ingen kildehenvisninger i denne artikel, hvilket er et problem. Du kan hjælpe ved at angive troværdige kilder til de påstande, som fremføres i artiklen.

| Vin og vindruer | Spire Denne artikel om vin eller vindruer er en spire som bør udbygges. Du er velkommen til at hjælpe Wikipedia ved at udvide den. |